# Marshmallowexperimentet vid Stanfords universitet

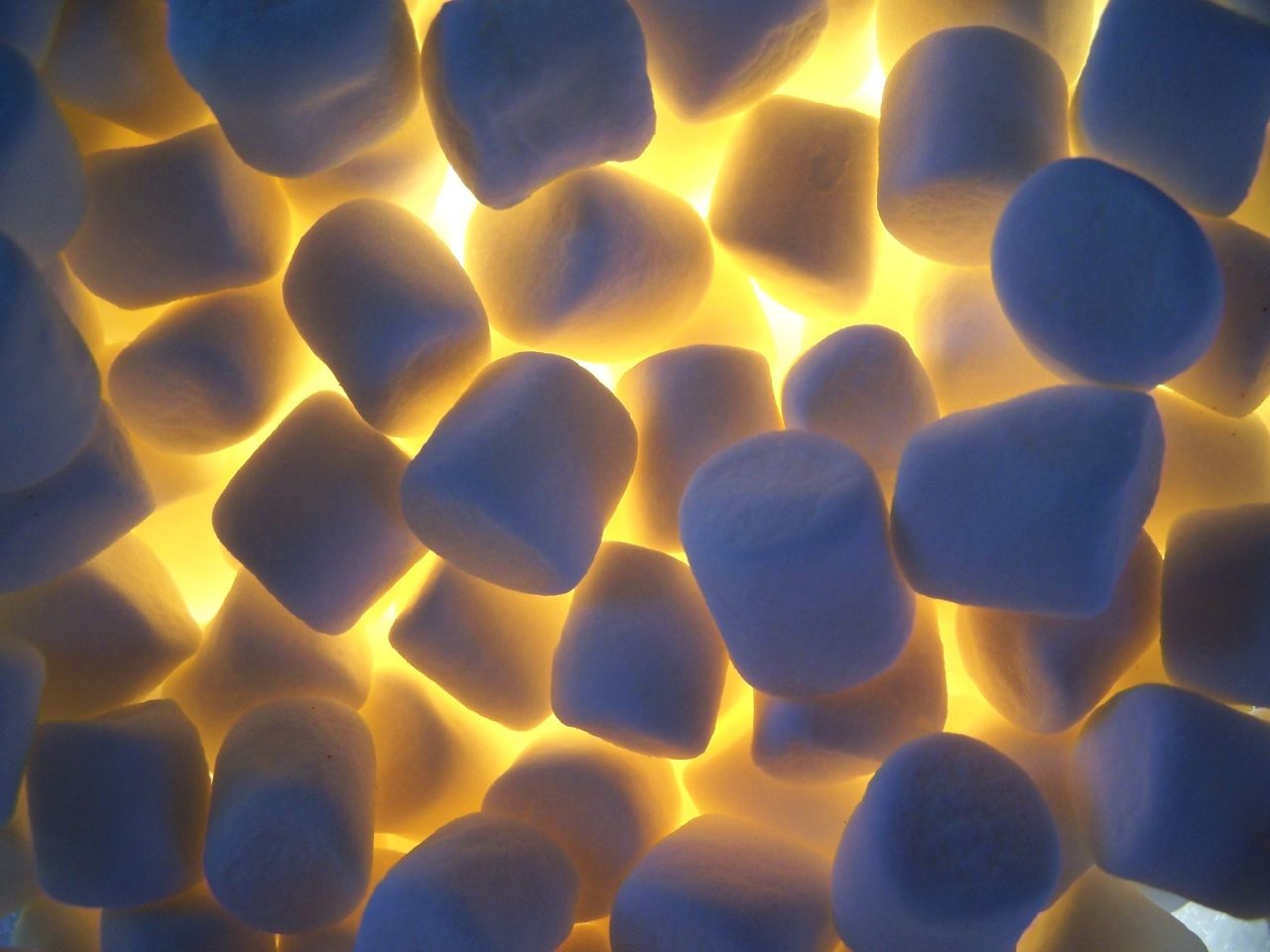
Marshmallows

Marshmallowexperimentet vid Stanfords universitet  var en studie i fördröjd tillfredsställelse, genomfört 1972 av psykologen Walter Mischel vid Stanford University. En marshmallow erbjöds de fyraåriga barn som deltog i studien. Ledaren för försöket berättade för barnet att om hon eller han kunde motstå att direkt äta den erbjöds han eller hon istället två. Forskarna analyserade hur länge varje barn kunde motstå frestelsen att äta marshmallowen och om detta korrelerade med barnens framtida framgång.  Originalstudien vid Stanford har citerats över 400 gånger.
Bilder från experimentet visar att barnen bland annat blundar, sparkar på bordet framför sig och tuggar på sitt hår för att motstå frestelsen. I genomsnitt kunde ett fyraårigt barn inte hålla sig längre än tre minuter innan det åt upp sin marshmallow. Vissa barn åt upp den direkt när ledaren för försöket lämnade rummet och en tredjedel av fyraåringarna lyckades motstå frestelsen och fick därför en extra marshmallow av försöksledaren. Experimentet syftade först till att testa barns strategier gällande självkontroll men påvisade en hävdad korrelation mellan barnens handlande i detta experiment och deras framtida framgång. Ett uppföljande experiment gjordes därför ungefär ett decennium senare av Mischel. Experimentet hävdas visa att det fanns ett starkt samband mellan barnens förmåga till tålamod och deras framgång i skolan, vilka problem de hade i hemmet samt hur de klarade av stress och hanterade vänskap. En ytterligare studie, drygt trettio år senare, visade att de barn som inte kunde vänta vid fyra års ålder senare i större utsträckning led av fetma och hade problem med droger.

## Andra studier om barn och tålamod
Senare studier visar på ett möjligt samband mellan möjligheten att kunna vänta och att prestera väl på intelligenstester. Forskning tyder även på att personer med tålamod har mer aktivitet i prefrontala cortex.  Det verkar dock inte vara fallet att vissa är födda med egenskapen tålamod, utan snarare lyckas fokusera sin uppmärksamhet på annat än den frestelse som ligger direkt framför dem. Den prefrontala cortexen, vårt arbetsminne, kan vara extra viktigt i detta fall då det hjälper oss att fokusera på vår uppgift även vid distraktion.
Att ha tålamod tycks ha betydelse för hur länge man utbildar sig och hur det går på arbetsmarknaden, visar en studie från IFAU gjord på svenska data. 12 000 sjätteklassare som var födda 1953 svarade på en enkät om de ville ha 100 kronor direkt eller 1 000 kronor om fem år. När barnen blivit vuxna visar det sig att det gått bättre för de tålmodiga barnen som valt den större summan. De hade bättre betyg, bättre resultat på det militära mönstringsprovet, bättre hälsa och bättre ekonomi samt längre utbildning. Det finns även ett samband mellan att vara otålig och att ha övervikt vid mönstringen.